# Вагоноремонт (парк)
«Вагоноремонт» — парк, который находится в Северном административном округе города Москвы на территории района Дмитровский.
Занимает площадь 9,71 га.

## Расположение
Парк «Вагоноремонт» расположен между Ангарской ул., Лобненской ул., ул. Софьи Ковалевской, Проектируемым проездом № 4599 и жилищным комплексом "Дмитровский парк".

## История
Лесной массив существовал ещё до включения этой территории в состав Москвы в 1960 году. После этого здесь был образован Парк «Вагоноремонт», получивший название по находившемуся по близости посёлку Вагоноремонт. Парк был огорожен деревянным забором, который позже был снесён, в нём были проведены асфальтированные и плиточные дорожки, установлены скамейки и освещение. Со стороны Лобненской улицы были установлены большие бетонные ворота.
К 1990-м годам вся инфраструктура парка пришла в не очень хорошее состояние. Освещение в парке к этому времени уже давно не работало и представляло собой старые деревянные фонарные столбы с полностью проржавевшими металлическими частями, один из таких фонарных столбов сохранился до сих пор, старые большие скамейки стали менять на новые, которые очень быстро приходили в негодное состояние.
С середины 1990-х годов рядом с парком на территории стадиона «Молния» открылся продовольственный рынок «Кентавр-Молния», после чего парк стал немного замусориваться бытовыми отходами, так как один из входов на рынок проходил через парк.
В начале 2000-х годов рынок был закрыт, и в парке стало намного чище. В это время Парк «Вагоноремонт» представлял из себя довольно большую зелёную зону с густой растительностью, где можно было окунуться в атмосферу леса и погулять в парке как на природе.

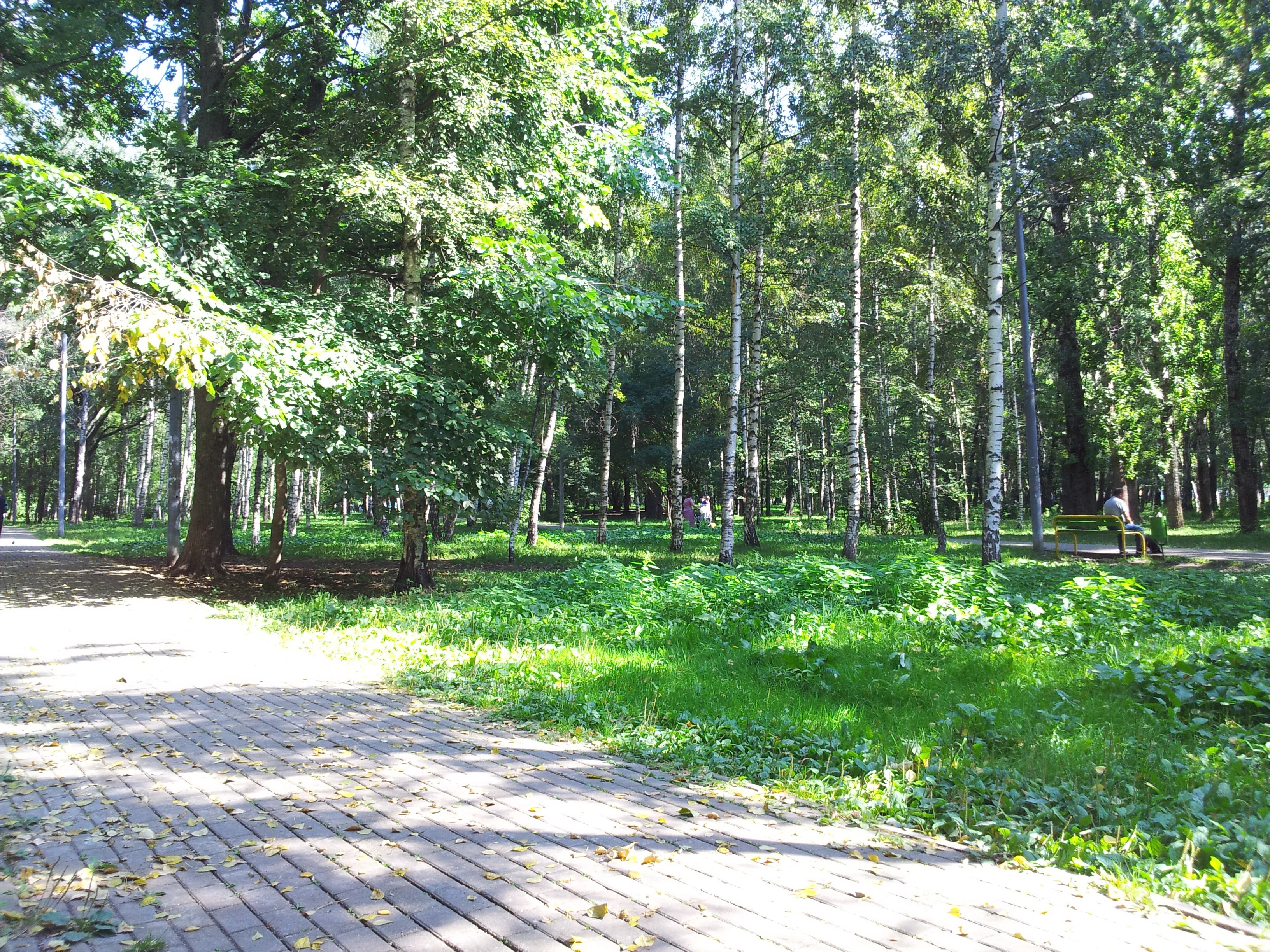
Парк до реконструкции

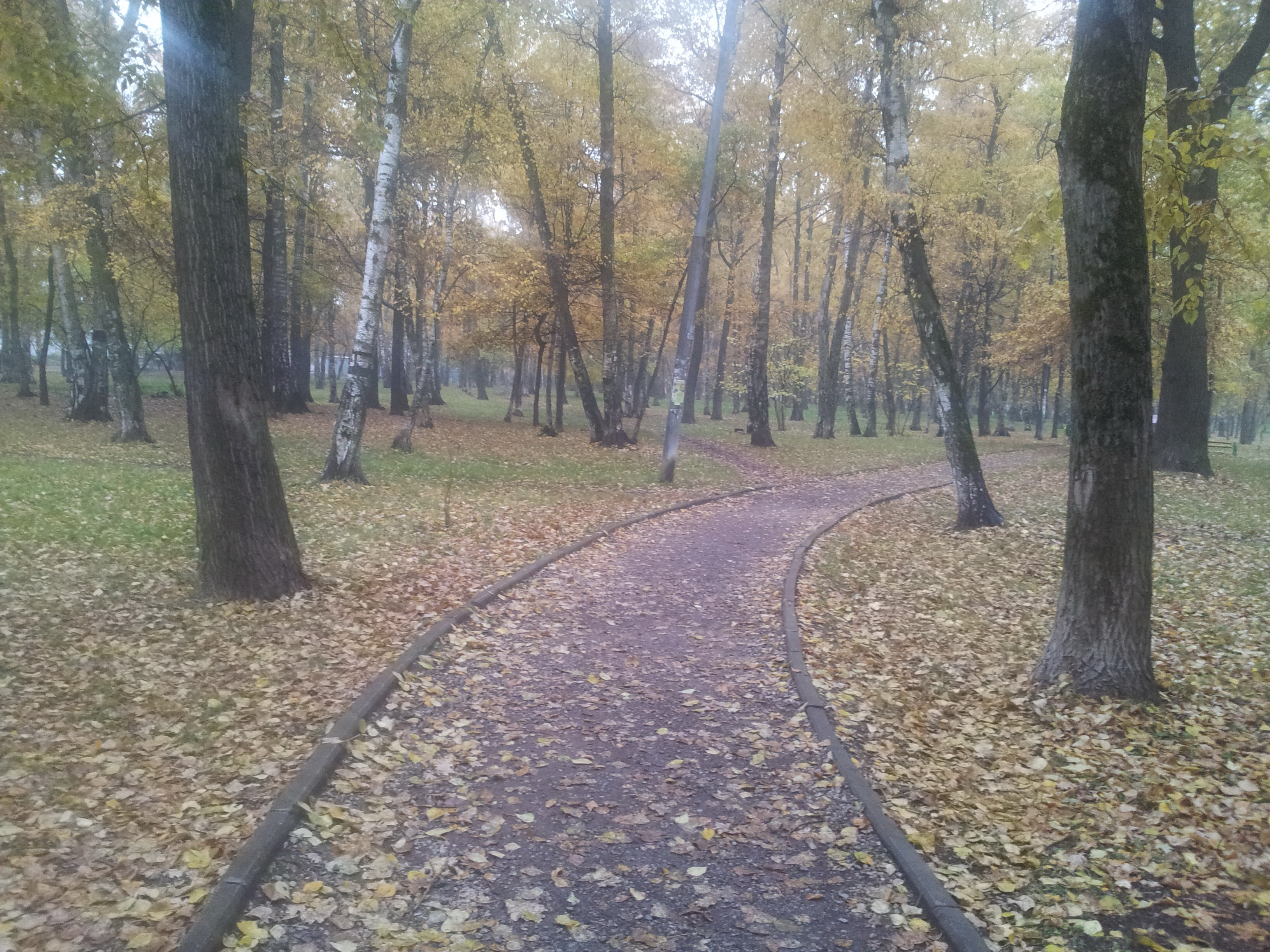
Парк в 2014 году

В 2008 году в парке была произведена реконструкция. В результате неё был уложен новый слой земли, где позже вырос травяной покров, были убраны почти все кустарники и подобная растительность, сделаны новые дорожки из плитки и новые скамейки.
В 2018 году в парке была произведена реконструкция по программе «Мой район». Входная группа парка, построенная в 1960-е годы, была отреставрирована. Декоративное оформление колонн на воротах полностью повторяет историческое с имитацией кирпичной кладки, а вместо их старой деревянной верхней части была установлена панель из лиственницы. На территории был уложен новый слой земли, было установлено новое освещение, скамейки и сделаны новые дорожки.

## Инфраструктура
В парке есть две детские площадки, воркаут-зона, столы для настольного тенниса, шахматная беседка с навесом площадью 82 квадратных метра и крытый амфитеатр со сценой. В восточной части парка находится площадка для выгула собак.

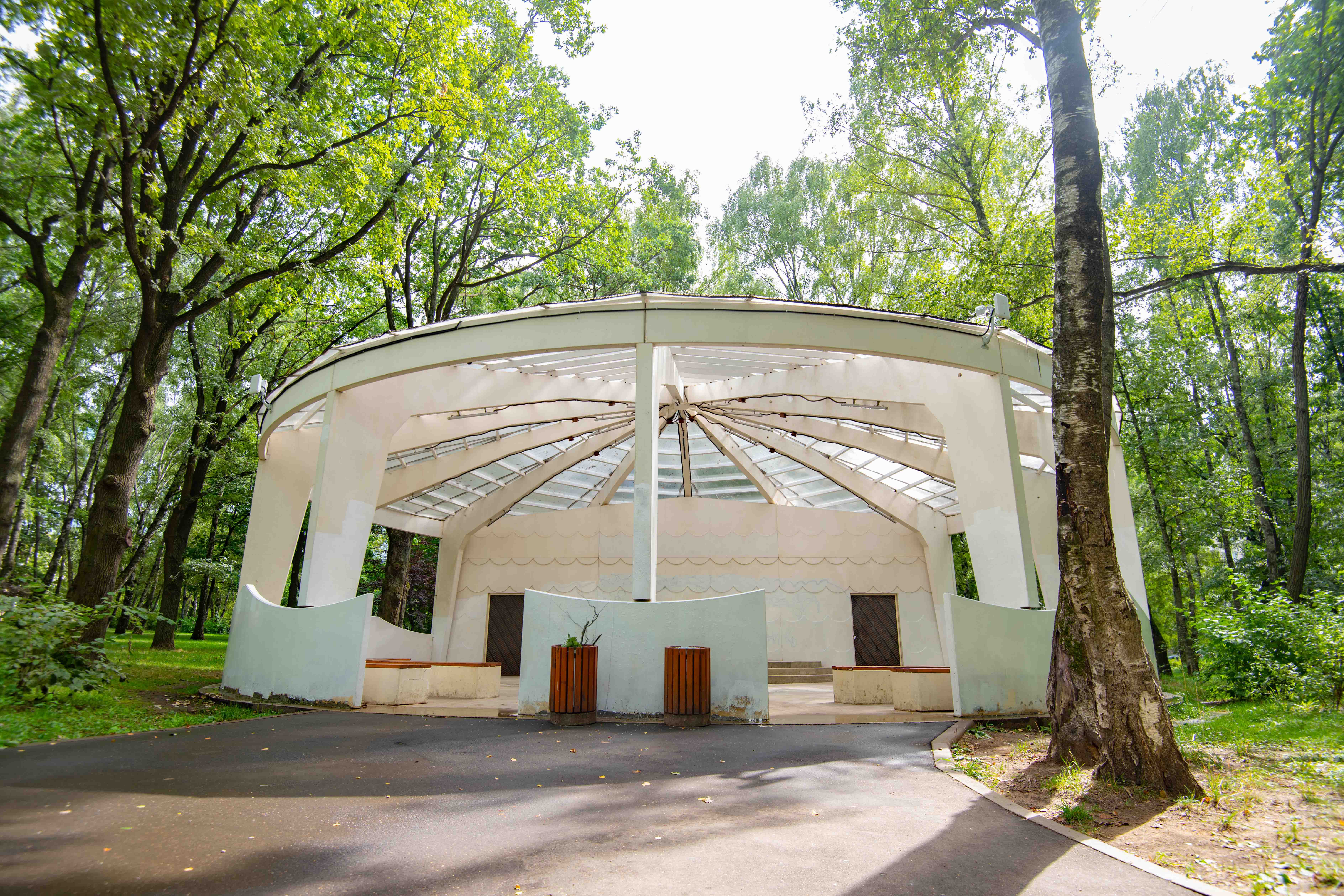
Беседка с амфитеатром
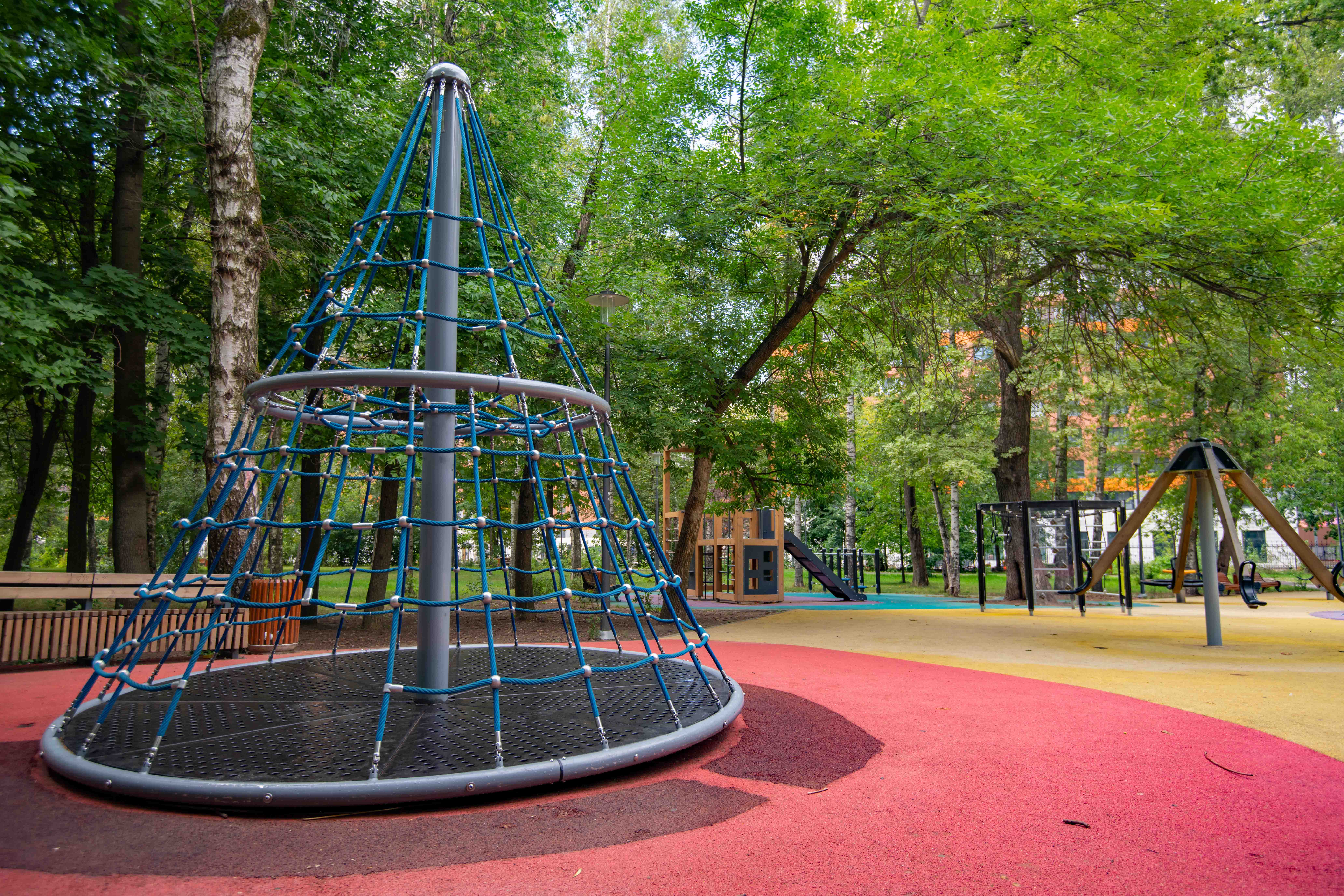
Детская площадка
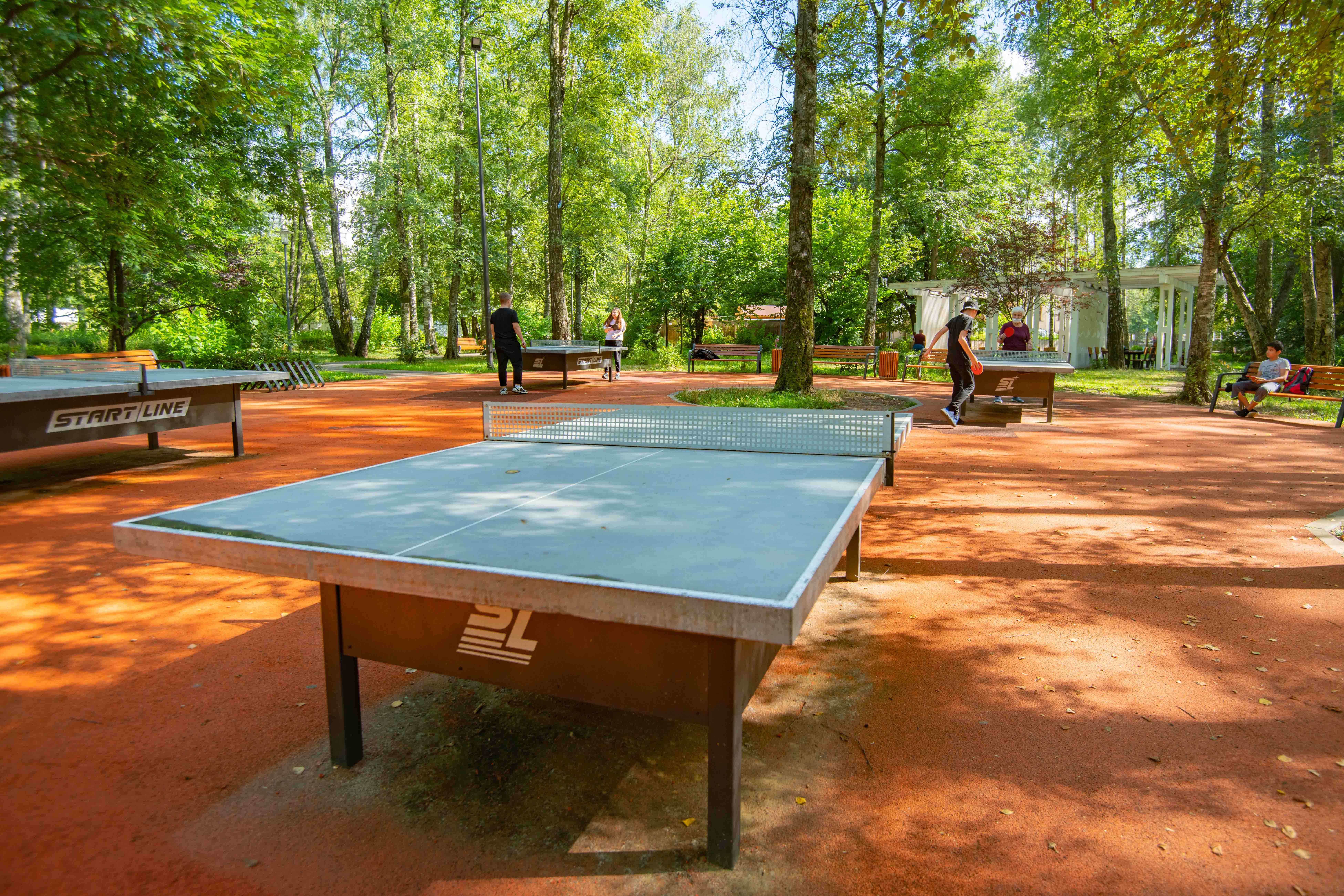
Столы для настольного тенниса
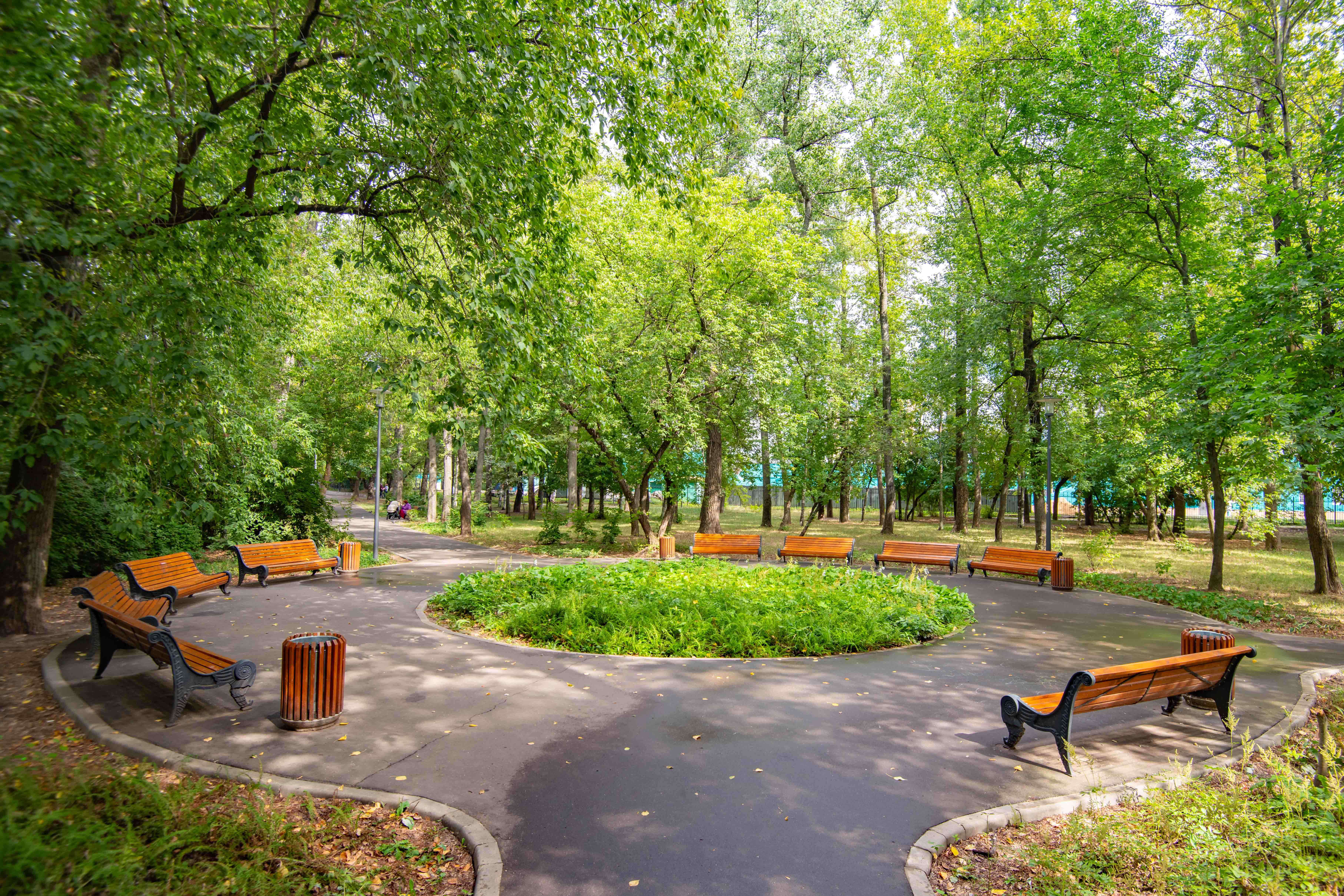
Зона тихого отдыха
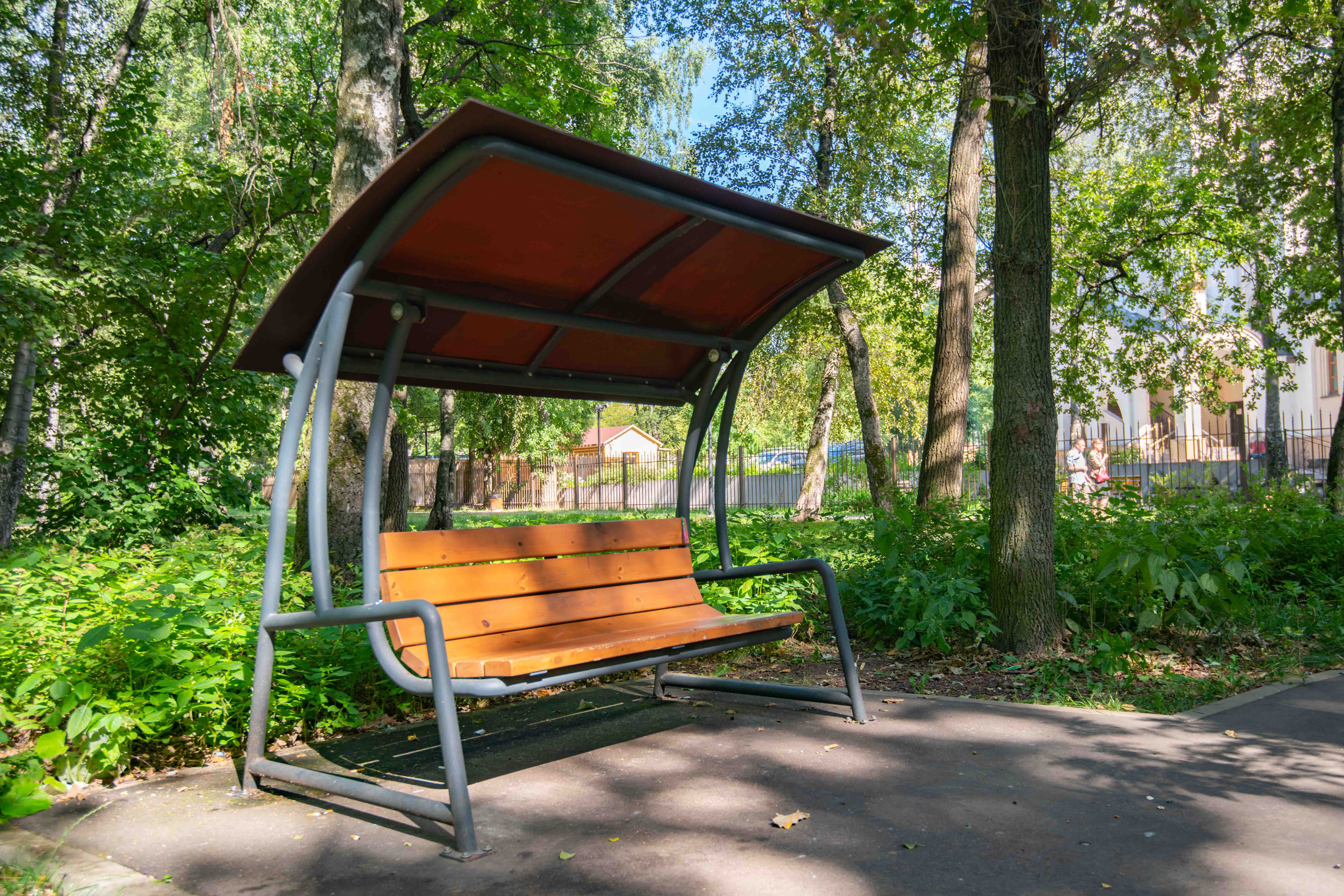
Лавочка-качели

## Проблемы парка
После реконструкции в парке осталось мало растительности. Густая растительность по всему парку превратилась в газонную траву, из-за чернозёма все тропинки после каждого дождя превращаются в грязь.
В парке очень мало скамеек, половина из них сломаны.
В 2013 году в середину парка была перенесена площадка для выгула собак, что вызвало недовольство жителей.

## Объекты на территории парка
- Бесплатный туалет.
- Две детских площадки.
- Площадка для выгула собак.

## Природа
В парке растут дубы, берёзы, тополя, клёны, сосны, липы, ясени, каштаны, рябина.

## Транспорт
До парка можно добраться следующими маршрутами:
- Автобус № 92 от станции метро  Алтуфьево до остановки «Учинская улица».
- Автобус № 206 от станции метро  Селигерская до остановки «Учинская улица».
- Автобус № 194 от станции метро  Петровско-Разумовская до остановки «Клязьминская улица».
- Автобус № 672 от станции метро  Селигерская до остановки «Клязьминская улица».
- Автобус № 200 от станции метро  Ховрино до остановки «Управа района „Дмитровский“».
- Автобус № 284 от станций метро  Алтуфьево и  Речной вокзал до остановки «Учинская улица».
- Автобус № 665 от станции Ховрино до остановки «Управа района „Дмитровский“».
- Автобус № 774 от станции метро  Алтуфьево до остановки «Стадион».